# Bobby Morrow
Bobby Joe Morrow (Harlingen, 1935. október 15. – San Benito, 2020. május 30.) olimpiai bajnok amerikai futó.

## Pályafutása
Az 1956-os melbourne-i olimpián 100 méteres, 200 méteres síkfutásban és 4 × 100 m váltó versenyszámban olimpiai bajnok lett. A váltóban Ira Murchison, Leamon King és Thane Baker voltak a csapattársai.

## Sikerei, díjai
- Olimpiai játékok
  - aranyérmes (3): 1956, Melbourne (100 m, 200 m és 4 × 100 m váltó)